# Pokal evropskih prvakov (hokej na ledu)
Pokal evropskih prvakov je nekdanje evropsko klubsko hokejsko tekmovanje, v katerem so sodelovali aktualni hokejski državni prvaki posameznih držav ter je potekalo med letoma 1965 in 1997. Daleč najuspešnejši klub je CSKA Moskva, ki je osvojil pokal kar dvajsetkrat, od tega trinajstkrat zapored. Od slovenskih klubov sta v tekmovanju sodelovala Jesenice in Olimpija.

## Zmagovalci
| Sezona  | Zmagovalec       | Drugouvrščeni      |
| ------- | ---------------- | ------------------ |
| 1965/66 | TJ ZKL Brno      | EV Füssen          |
| 1966/67 | TJ ZKL Brno      | Ilves Tampere      |
| 1967/68 | TJ ZKL Brno      | ASD Dukla Jihlava  |
| 1968/69 | CSKA Moskva      | EC Klagenfurter AC |
| 1969/70 | CSKA Moskva      | Spartak Moskva     |
| 1970/71 | CSKA Moskva      | ASD Dukla Jihlava  |
| 1971/72 | CSKA Moskva      | Brynäs IF Gävle    |
| 1972/73 | CSKA Moskva      | Brynäs IF Gävle    |
| 1973/74 | CSKA Moskva      | Tesla Pardubice    |
| 1974/75 | Krila Sovjetov   | ASD Dukla Jihlava  |
| 1975/76 | CSKA Moskva      | Sokol Kladno       |
| 1976/77 | Poldi Kladno     | Spartak Moskva     |
| 1977/78 | CSKA Moskva      | Poldi SONP Kladno  |
| 1978/79 | CSKA Moskva      | Poldi SONP Kladno  |
| 1979/80 | CSKA Moskva      | Tappara Tampere    |
| 1980/81 | CSKA Moskva      | HIFK Helsinki      |
| 1981/82 | CSKA Moskva      | TJ Vítkovice       |
| 1982/83 | CSKA Moskva      | ASD Dukla Jihlava  |
| 1983/84 | CSKA Moskva      | ASD Dukla Jihlava  |
| 1984/85 | CSKA Moskva      | Kölner EC          |
| 1985/86 | CSKA Moskva      | Södertälje SK      |
| 1986/87 | CSKA Moskva      | TJ VSŽ Košice      |
| 1987/88 | CSKA Moskva      | Tesla Pardubice    |
| 1988/89 | CSKA Moskva      | TJ VSŽ Košice      |
| 1989/90 | CSKA Moskva      | TPS Turku          |
| 1990/91 | Djurgårdens IF   | Dinamo Moskva      |
| 1991/92 | Djurgårdens IF   | Düsseldorfer EG    |
| 1992/93 | Malmö IF         | Dinamo Moskva      |
| 1993/94 | TPS Turku        | Dinamo Moskva      |
| 1994/95 | Jokerit Helsinki | Lada Togliatti     |
| 1995/96 | Jokerit Helsinki | Kölner EC          |
| 1996/97 | Lada Togliatti   | MODO Hockey        |

## Sodelujoči klubi
Avstrija
- EC KAC (19)
- VEU Feldkirch (4)
- Villacher SV(3)
- Graz 99ersATSE Graz (2)
- EV Innsbruck (1)
- Club Eissport Wien (1)

 Belgija
- CPL Super Nendaz Lüttich (1)

 Bolgarija
- CSKA Sofija (10)
- Spartak Levski Sofia (6)
- Slawia Sofia (3)
- Metallurg Pernik (1)
- Krakra Pern (1)

 Češkoslovaška/ Češka
- Dukla Jihlava (11)
- Poldi Kladno (5)
- ZKL/Zetor Brno (3)
- Tesla Pardubice (3)
- VSZ Košice (2)
- TJ Vítkovice (1)
- HC Slovan Bratislava (1)
- Sparta Prag (1)
- HC Litvínov (1)

 Danska
- Gladsaxe SF/KSF Kopenhagen(5)
- Rødovre IK (3)
- Herning IK (3)
- Esbjerg IK (2)
- Vojens IK (2)
- Aalborg BK (1)

 Nemška demokratična republika
- Dynamo Berlin (15)
- Dynamo Weißwasser (10)

 Nemčija
- Kölner EC (6)
- EV Füssen (5)
- Düsseldorfer EG (5)
- SB Rosenheim (3)
- SC Riessersee (2)
- Berliner SC (2)
- EV Landshut (2)
- EC Bad Tölz (1)
- Mannheimer ERC (1)

 Finska
- Tappara Tampere (8)
- IFK Helsinki (5)
- TPS Turku (4)
- Ässät Pori (4)
- Ilves Tampere (3)
- Jokerit Helsinki (1)
- Kärpät Oulu (1)

 Francija
- HC Chamonix (9)
- GS Grenoble (2)
- Gap HC (2)
- Mont-Blanc HC (2)
- HC Rouen (2)
- CS Megève (1)
- ASG Tours (1)
- SHC St. Gervais (1)

 Nemčija
- Thessaloniki (1)

 Nizozemska
- Fenstra Heerenveen (7)
- Tilburg Trappers (6)
- Pandas Rotterdam (3)
- Vissers Nijmegen (2)
- SIJS Amsterdam (1)
- GIJS Groningen (1)
- Langhout Utrecht (1)

 Izrael
- HC Bat Yam (1)

 Italija
- SG Cortina d'Ampezzo (10)
- HC Bolzano (8)
- Val Gardena/Ortisei (4)
- HC Varese (3)
- Saima/Lions/HC-24 Mailand (3)`
- AC Devils Mailand (2)
- HC Meran (1)

 Jugoslavija/ Slovenija
- HK Jesenice (15)
- HK Olimpija (8)
- KHL Medveščak (3)
- HK Partizan (2)

 Luksemburg
- Hivers Sports Luxemburg (1)
- Tornado Luxemburg (1)

 Madžarska
- Újpesti Dózsa Budapest (10)
- Ferencváros Budapest (11)
- Székesfehérvár (2)
- Jászberényi Lehel (1)

 Norveška
- Vålerenga IF Oslo (11)
- Stjernen Frederikstad (2)
- Manglerud Star Oslo (2)
- Sparta Sarpsburg (2)
- Hasle Loeren Oslo (2)
- SK Frisk Asker (1)
- Furuset Oslo (1)

 Poljska
- Podhale Nowy Targ (8)
- Polonia Bytom (5)
- Zagłębie Sosnowiec (3)
- Gornik KS Katowice (2)
- Legia Warschau (1)

 Romunija
- Steaua Bukarest (9)
- Dynamo Bukarest (1)
- HC Bukarest (1)

 Sovjetska zveza
- CSKA Moskva (21)
- Spartak Moskva (3)
- Dinamo Moskva (2)
- Krila Sovjetov (1)

 Švedska
- Brynäs IF (9)
- Djurgårdens IF (5)
- Leksands IF (4)
- AIK Stockholm (2)
- Färjestads BK (2)
- MoDo Hockey Klubb (1)
- Skellefteå AIK (1)
- Södertälje SK (1)
- IF Björklöven (1)
- HV 71 Jönköping (1)

 Švica
- SC Bern (7)
- HC La Chaux de Fonds (6)
- HC Lugano (4)
- EHC Biel (3)
- EHC Arosa (2)
- HC Davos (2)
- Zürcher SC (1)
- EHC Kloten (1)

 Španija
- CH Casco Viejo Bilbao (4)
- Txuri Urdin San Sebastian (3)
- CH Jaca (2)
- CG Puigcerdà (1)

 Turčija
- Ankara Büyüksehir (3)

 Združeno kraljestvo
- Durham Wasps (3)
- Dundee Rockets (2)
- Murrayfields Racers (1)
- Cardiff Devils (1)
- Manchester Storm (1)